# ناحیه بانگالا
ناحیه بانگالا (به لاتین: Bangala District) یک منطقهٔ مسکونی در ایالت آزاد کنگو و کنگوی بلژیک بود  که در استان اورینتال واقع شده‌است.